# فهرست شخصیت‌های کلیمور
سری مانگا و انیمه کلیمور دارای شخصیت‌های زیادی می‌باشد که توسط خالق این مجموعه نوریهیرو یاگی در جهانی ساختگی در قرون وسطی که توسط یوماها، موجوداتی شبیه به انسان که با انسان‌ها همزیستی و از گوشت آن‌ها تغذیه می‌کنند، درست شده‌اند. سازمان بی‌نام و سری سفارش ساختن جنگجویانی نیمه انسان، نیمه یوما برای محافظت از انسان‌ها در برابر این موجودات را در ازای دستمزد هنگفتی، می‌گرفت. مردم از این جنگجویان به دلیل شمشیرهای بزرگشان تحت نام «کلیمور»، یا «جادوگران چشم نقره‌ای» برای داشتن چشمان نقره‌ای یاد می‌کنند. در زیر فهرستی از این جنگجویان که مردم آن‌ها را با نام کلیمور می‌شناختند آمده‌است:

## شخصیت‌های اصلی
کلر (به ژاپنی: クレア Kurea) صداپیشگی توسط: هوکو کواشیما (ژاپنی)؛ استفانی یانگ، شرمی لی (کودک) (انگلیسی)
کلر شخصیت اصلی داستان کلیموری با شمارهٔ ۴۷، در هشتاد و هفتمین نسل کلیمورها در سازمان است. کلر برخلاف شخصیت سرد و ساده‌ای که داشت، بسیار احساساتی بود. هنگام کودکی خانواده کلر توسط یومایی که خود را شبیه به برادرش کرده بود کشته شدند. پس از آن، کلر به همراه گروهی از یوماها به مناطق مختلف سفر می‌کرد، تا اینکه این گروه توسط کلیموری قدرتمند به نام ترسا کشته شدند و او آزاد شد. پس از وابستگی کلر به ترسا، با یکدیگر همسفر شدند تا اینکه ترسا پس از کشتن گروهی از انسان‌های دزد محکوم به مرگ شد. اما او تصمیم گرفت دیگر برای سازمان کار نکند و زندگی خود را صرف کلر کند. در نتیجه سازمان تیم دومی متشکل از چهار کلیمور قدرتمند شامل (پریشیلا، ایرنه، سوفیا، و نوئل) را برای اعدام او فرستاد. اگرچه ترسا این تیم را نیز شکست داد اما به دلیل کم تجربه بودن پریشیلا، وجود او بیدار شده و او تبدیل به یک هیولای تک‌شاخ شد که در انتها به کشته شدن ترسا انجامید. پس از این اتفاق کلر تصمیم گرفت برای گرفتن انتقام به این سازمان ملحق شود. او تنها کلیموری بود که از گوشت و خون کلیموری دیگر به جای گوشت و خون یک یوما در آن استفاده شده بود، به همین سبب به جای اینکه نصف انسان و نصف یوما باشد، یک چهارم یوما بود.
او پس از وقایع و درگیری‌های شمال، تصمیم به ترک سازمان گرفت و با همرزمان خود گروهی هفت نفره به نام گوست را تشکیل دادند و علیه سازمان دست به قیام زدند. کلر، کلیموری از نوع تهاجمی بود و در ابتدا یکی از ضعیف‌ترین کلیمورها به‌شمار می‌رفت و حتی در مبارزه با یوماهای معمولی نیز با مشکل مواجه می‌شد، اما با جلوتر رفتن داستان قابلیت‌های او به شدت افزایش یافت. بعد از هفت سال مخفی شدن از دست سازمان او حتی قادر به مبارزه در شرایطی مساوی با فانتوم میریا (کسی که در همان زمان قادر به شکست تمام نسل کلیمورهای آن زمان به غیر از شماره ۱ آلیسیا و شماره ۲ بت را داشت) بود.
ترسا (به ژاپنی: テレサ, Teresa) صداپیشگی توسط: رومی پاکو (ژاپنی)؛ کریستین اوتن (انگلیسی)
ترسا کلیموری با رتبه ۱ در هفتاد و هفتمین نسل سازمان که او را یکی از هشت جنگجوی نیرومند شماره یک در تمام تاریخ سازمان می‌پنداشتند. او قدرتی خام و استثنایی در سنجش یوکی در اختیار داشت و به ندرت از یوکی خود استفاده می‌کرد و حتی در مواقع ضروری (در نبرد با پریشیلا و روزماری)، فقط از ۱۰٪ یوکی خود در مبارزه‌ها بهره می‌گرفت. بر طبق گفته‌های ایلنه، او تنها کلیموری بود که قادر به حس یوکی تا این اندازه بود. او به ترسای خندان (به ژاپنی: 微笑のテレサ, bishō no Teresa) شهرت داشت چون دشمنان خود را با لبخندی بر روی صورتش از پای درمی‌آورد. در کودکی به عنوان یک کارآموز همیشه قصد فرار داشت و به عنوان کودکی مشکل‌ساز شناخته می‌شد. ترسا قبل از آشنایی با کلر، فردی بی‌رحم، قاتلی یکه‌تاز که هرگونه سفارشی را بدون هیچ مشکل و شکایتی قبول می‌کرد. اگرچه، با وجود داشتن طبیعتی خشن، در طرف دیگر شخصیتی مهربان و دلسوز داشت. پس از گذراندن مدت کمی با کلر، او قلب خود را برایش باز کرده و شخصیت سرد و خشن او تغییر کرد و بسیار به کلر وابسته شد. او کلر را به فرزندی قبول می‌کند اما کمی بعد توسط پریشیلا کشته می‌شود. کلر سر بریده شده ترسا را به سازمان می‌برد و درخواست می‌کند تا از آن به جای یوما برای تبدیل او به یک کلیمور استفاده کنند.
پریشیلا (به ژاپنی: プリシラ Purishira) صداپیشگی توسط: آیا هیساکاوا (ژاپنی)؛ برینا پالنسیا (انگلیسی)
پریشیلا هماورد اصلی داستان و دشمن کلر است که زمانی رتبهٔ دوم کلیمورها را دارا بود. پریشیلا به عنوان نیرومندترین مخلوق این سری به‌شمار می‌رود که حتی از هیولاهای ابیس هم قدرتمندتر است. او یکی از چهار کلیموری بود (به همراه ایرنه، سوفیا، و نوئل) که برای مجازات ترسا بعد از اینکه او سازمان را ترک کرد، فرستاده شد. اما پس از شکست تمامی افراد تیم توسط ترسا، او شروع به آزاد کردن انرژی یومای خود کرد و به سبب بی‌تجربگی به یک هیولای بیدارشده تبدیل گشت و سر ترسا را از بدنش جدا ساخت. او در انتها با آزاد کردن تمام انرژیش به یک هیولای تک شاخ همراه با بال تبدیل شده و تمام گروه مجازات را از بین برد، اما از کلر چشم‌پوشی کرد.
میریا (به ژاپنی: ミリア Miria) صداپیشگی توسط: کیکوکو اینوئه (ژاپنی)؛ مونیکا ریال (انگلیسی)
میریا کلیمور شماره ۶ در سازمان است که بیشتر نقش رهبر گروه را در داستان ایفا می‌کند. قابلیت او در نبردها، سرعت بسیار زیادش است که پس از حرکت از نقطه‌ای به نقطه دیگر برای گمراه کردن حریف، از خود تصاویری برجای می‌گذارد که بدین سبب به او لقب فانتوم میریا (به ژاپنی: 幻影のミリア, Gen'ei no Miria) را داده‌اند. او در مقابل اتفاقات خونسرد بود و به عنوان سریع‌ترین کلیمور نسل خود شهرت داشت. میریا پس از مرگ یکی از همرزمانش، به‌طور مخفیانه سازمان را زیر نظر گرفت. با استعدادهایی که در زمینه برنامه‌ریزی رزم‌آرایی و مدیریت دیگران داشت، میریا رهبری برجسته بود.
دنوو (به ژاپنی: デネヴ Denevu) صداپیشگی توسط: هانا تاکه‌دا (ژاپنی)؛ کیتلین گلس (انگلیسی)
دنوو کلیمور شماره ۱۵ در سازمان و یکی از بازماندگان عملیات نبرد با بیدارشدگان شمال بود. او فردی آرام با قدرت درک بالایی است. با بودن یک جنگجوی از نوع دفاعی، قابلیت‌های منحصر به فردی در نبردها دارد و توانایی احیاء او بسیار بالا است. دنوو دوست بسیار نزدیک هلن است و بعد از شکار پابورو با کلر، میریا و هلن هم پیمان شد. همانند بسیاری از کلیمورها، در اوایل زندگی دنوو نیز از حمله یوماها جان سالم به در برده‌است. بعد از اینکه یوما پدر و مادر او را کشتند، خواهر بزرگش او را زیر تخت پنهان کرد و به سبب وجود جنازه والدینش بر روی تخت، رایحه دنوو به مشام یوماها نرسید. در حالی که خواهرش مورد حمله یوما قرار گرفت او همچنان زیر تخت بود و بالاخره توانست از این واقعه جان سالم بدر ببرد. به عنوان یک کلیمور خواستار انتقام بود، اما آرزوی زنده‌ماندن برایش مهم‌تر از انتقام بود و بدین سبب به یک جنگجو با قابلیت دفاعی با حمله‌ای ضعیف‌تر نسبت به همرزمانش تبدیل شد.
هلن (به ژاپنی: ヘレン Heren) صداپیشگی توسط: میکی ناگاساوا (ژاپنی)؛ جیمی مارکی (انگلیسی)
هلن کلیمور شماره ۲۲ در ۱۳۵مین نسل سازمان بود. او اغلب شخصیتی تندخو، شوخ و خشن دارد و از دید دنوو به عنوان یک فرد دردسرساز است. دست و پاهای هلن قابلیت ارتجاعی بسیاری دارند و او قادر به حمله از فواصل دور به دشمنان است. او همچنین تنها کلیموری است که از خوردن و آشامیدن لذت می‌برد و اغلب در حال خوردن سیب دیده می‌شود. او همانند کلر، میریا و دنوو یک کلیمور نیمه بیدارشده‌است.

## هیولاهای بیدارشده
موجودات بیدارشده (به ژاپنی: 覚醒者 Kakusei-sha) کلیمورهایی بودند که از حد خود گذشته و به‌طور کامل بیدارشده بودند. قابلیت‌های آن‌ها بسیار به یوماها شباهت دارد، با این تفاوت که نیروی آن‌ها در مقیاس بسیار بیشتری نسبت به دیگر یوماها قرار دارد. آن‌ها می‌توانند به شکل‌های مختلفی ظاهر خود را تغییر دهند که این عمل باعث آزاد شدن تمام نیروی آن‌ها می‌شود. در تاریخ سازمان، سه تن از کلیمورهای رتبه ۱ که از همه نیرومندتر بودند، از حد خود گذشته و بیدار شده بودند، که به آن‌ها هیولاهای ابیس (به ژاپنی: 深淵の者 Shin'en no mono) می‌گفتند. این سه تن هرکدام در منطقه‌ای از این دنیا به سر می‌بردند، یکی در غرب، دیگری در شمال و آخرین نفر هم در جنوب به سر می‌برد. بعدها سه تن دیگر از کلیمورهای رتبهٔ ۱ نسل‌های گذشته شامل هیستریا، کاساندرا و روکسان به آن‌ها اضافه شدند.
ابیس فیدر (به ژاپنی: 深淵喰い Shin'en gui) یازده جنگجویی بودند که به عنوان سلاحی توسط سازمان از ۱۱ بیدار شده‌ای که بعد از رخ‌دادهای شمال به سازمان حمله کردند، درست شده بودند. ابیس فیدرها موجوداتی بودند که برای از پای درآوردن هیولاهای ابیس آموزش دیده بودند. چشم‌ها و دهان آن‌ها بسته و دوخته شده بود و توانایی حس و ردیابی یوکی از روی آن‌ها برداشته شده بود و فقط هدف خود را با رایحه و صدا دنبال می‌کردند. وقتی شش نفر یا بیشتر از آن‌ها در نبردها کشته می‌شدند، به سازمان برمی‌گشتند. آن‌ها بعد از اینکه ایسلی را از پای درآوردند به سمت غرب و هدف بعدی خود یعنی ریفول راه افتادند.
آگاتا (به ژاپنی: アガサ Agasa) کلیموری با رتبه ۲ در نسلی بی‌نام و نشان از سازمان بود. لقب او آگاتای خون تازه (به ژاپنی: 鮮血のアガサ, Senketsu no Agasa) بود. او دارای موهای بلند و قرمز رنگ بود و هیج وقت لباس به تن نمی‌کرد. ظاهر بیدارشده او بسیار عظیم و شبیه به زمینی دایره‌وار که بر روی این سطح بدنش قرار داشت و توسط ۸ پای فرورفته در زمین هدایت می‌شد. حضور آگاتا توسط گالاتئا که خود نیز پنهان شده بود تشخیص داده‌شد. گالاتئا برای استفاده و فریب سازمان، به امید اینکه تیم مجازات به جای نبرد با او، به مبارزه با آگاتا می‌پردازند، انرژی یوکی خود را آزاد ساخت و سازمان ۲ تن از کلیمورها (کلاریس و میاتا) را برای اعدام گالاتئا فرستاد. آگاتا بالاخره به دست گروه ۷ گوست از بین رفت.
آلیسیا و بت (به ژاپنی: アリシア Arishia و ベス Besu) به ترتیب با شماره‌های ۱ و ۲ در نسل کلر و کلاریس، خواهران دوقلوی یکسان که یکی از آزمایش‌های سازمان برای کنترل مخلوقات بیدارشده بودند. آزمایش نخست بر روی خواهران غیر همسان لوسیئلا و رافائلا با شکست مواجه شد. به سبب تمرین‌های سازمان، آلیسیا و بت یک ذهن بودند که در دو بدن کلیمور اثر داشتند. یکی از آن‌ها کاملاً بیدار شده بود در حالی که دیگری کار حفظ ذهن را انجام می‌داد و از راه دور خواهر دوقلوی خود را کنترل می‌کرد. دوقلوها به راحتی توسط پریشیلا شکست خورده و کشته شدند.
داف (به ژاپنی: ダフ Dafu) کلیمور شماره ۳ در نسل کلیمورهای مرد سازمان که پشت سر ایسلی و ریگاردو قرار داشت. او یار باوفای ریفول، یکی از ابیس‌های واقع در غرب بود. شکل بیدارشده او یک هیولای بزرگ بسیار قدرتمند با بدنی سخت که می‌توانست میله‌هایی از دستان، پشت و دهان خود به سمت حریف شلیک کند. استعداد او قدرت فیزیکی و یوکی بسیار بالایی بود که داشت، اما از دانش و خرد بهره چندانی نداشت. به گفته ریفول قابلیت احیاء زخم و اندام‌های از دست رفته او پایین است. داف در انتها به دست پریشیلا کشته می‌شود.
ایسلی (به ژاپنی: イースレイ Īsurei) کلیموری با رتبه ۱ در اولین نسل کلیمورها و در زمانی که هنوز کلیمورهای مرد نیز درست می‌شدند، بود. او یکی از هیولاهای ابیس و قدرت‌های سه‌گانه در منطقه شمال است. شکل بیدارشده او شبیه به یک سانتور است و قابلیت‌های منحصر به فردی شامل توانایی تغییر شکل دستان خود به سلاح‌های مختلفی همچون کمان، سپر، تبر و شمشیری دولبه را داشت. پس از شکست در مقابل پریشیلا، نسبت به او سوگند وفاداری خورد. برای اینکه به قول خود عمل کند و پریشیلا را به جنوب ببرد، لشکری از بیدارشدگان را در شمال آماده کرد. همچنین به‌طور اتفاقی به راکی برخورد کرده که به او هنر شمشیرزنی را آموخت. ایسلی در انتها توسط ابیس فیدرها کشته شد و هنگام مرگش آرزو کرد؛ ای کاش خانواده‌اش کمی بیشتر زنده بودند.
لوسیئلا (به ژاپنی: ルシエラ Rushiera) کلیمور شماره ۱ در زمان خود بود. در همان زمان خواهرش رافائلا نیز در رتبه دوم و بعد از او قرار داشت. هنگام آزمایش‌های سازمان او به‌طور کامل بیدارشده و تبدیل به یکی از هیولای ابیس در جنوب گشت. سازمان این آزمایش را به عنوان یک تست شکست خورده پذیرفت. ایسلی با لشکرکشی به جنوب او را شکست داد و در انتها به دست خواهرش رافائلا کشته شد.
ریفول (به ژاپنی: リフル Rifuru) کلیمور شماره ۱ در اولین نسل تمام کلیمورهای مؤنث بود. او جوان‌ترین کلیموری بود که به این رتبه رسیده و در انتها با آزاد کردن تمام نیروی خود به یکی از هیولاهای ابیس در غرب تبدیل شد. او همراه با یار وفادار خود داف که به گفته او تنها کسی است که دستورهای او را بدون هیچ شکایتی انجام می‌دهد، در منطقه لائوترک در غرب به سر می‌برد. ریفول ظاهری عجیب و کودکانه، و شخصیتی شاد و مؤدب دارد، حتی هنگامی که فردی را تا سرحد مرگ شکنجه می‌کند. شکل بیدارشده او شبیه به پری دریایی هشت‌پا مانندی است که از هزاران نوار روبان شکل درست شده‌است. این روبان‌ها هم برای حمله و هم دفاع استفاده می‌شوند. ریفول قابلیت از بین بردن رگه‌های یوکی خود را داشت. او مهارت خاصی در پنهان‌سازی یوکی خود داشت به‌طوری‌که شناسایی حضور او کار بسیار دشواری بود. همچنین با مدیریت کردن میزان یوکی در بدنش، جنگجویان را گمراه می‌نمود که باور کنند او فقط یک بیدارشده معمولی است. برای مقابله با ایسلی در شمال، او نیز با اسیر کردن و شکنجه دادن کلیمورها سعی در بیدار کردن وجود آن‌ها را داشت تا برای خود لشکری از بیدار شده‌ها را فراهم سازد.
ریگاردو (به ژاپنی: リガルド Rigarudo) کلیموری با رتبه ۲ در نسل ایسلی بود. با داشتن رتبه دوم در بین کلیمورها نمی‌توانست قبول کند که رتبه ایسلی از او بیشتر است. شکل بیدارشده ریگاردو شبیه به شیر می‌ماند و در مقابل موجودات بیدارشده دیگر جثه‌ای کوچکتر، اما بسیار سریع‌تر و چابکتر داشت و به او لقب شیرشاه چشم نقره‌ای (به ژاپنی: 銀眼の獅子王, Gin gan no shishiō) داده بودند که خود بشخصه از این لقب بیزار بود. سرعت ریگاردو به راحتی با میریا که سریع‌ترین کلیمور نسل خود بود برابری می‌کرد و به سبب داشتن یوکی به مراتب بیشتر از میریا، به او اجازه می‌داد بدون خستگی با سرعت زیاد به مبارزه ادامه دهد. در مقابل قدرت تهاجمی و حمله‌ای که داشت، فاقد توانایی احیاء اندام‌های قطع شده‌اش بود. با اینکه رابطهٔ خوبی با ایسلی نداشت، اما برای او کار می‌کرد. ریگاردو در طی مبارزه با کلیمورهای شمال به دست کلر کشته شد.

## کلیمورها
آناستازیا (به ژاپنی: アナスタシア Anasutashia) کلیمور شماره ۷ در آخرین نسل از کلیمورها است. او قابلیت معلق‌شدن در هوا را داشت و به همین جهت به او لقب «آناستازیای بالدار» را داده بودند. آناستازیا به وسیله پراکنده‌ساختن رشته موهایش همانند طناب رخت در اطراف و ایستادن بر روی آن‌ها به جهات مختلف حرکت می‌کرد که این کار او مانند پرواز کردن از نقطه‌ای به نقطهٔ دیگر بود. او بسیار مهربان بود و با بیشتر جنگجویان همانند دوست صمیمی خود برخورد می‌کرد. به عنوان یک جنگجوی تک-رقمی، اعتقاد داشت باید از همرزمان ضعیف‌تر خود حمایت کند و در مبارزات آن‌ها را راهنمایی کند. در انتها آناستازیا نیز برای سرنگویی سازمان به گروه شورشیان پیوست.
کلاریس (به ژاپنی: クラリス Kurarisu) کلیمور شماره ۴۷ در آخرین نسل کلیمورها است. او یک کلیمور ترکیبی ناقص بود و برخلاف تمامی کلیمورها، رنگ اصلی موهای خود را حفظ کرده‌بود. به غیر از رنگ موهایش، کلاریس بیشتر به یک انسان شباهت داشت تا یک کلیمور. او مسئولیت سرپرستی کلیموری بچه‌گانه به نام میاتا را به عهده گرفت و توانست با او ارتباط عاطفی قوی برقرار کند. میاتا نیز بسیار به کلاریس وابسته شده بود و برخی مواقع همانند کودکی سینه‌های کلاریس را می‌مکید. برخلاف میاتا که قدرتی بی‌نظیر و غیرقابل کنترل داشت، کلاریس دارای قدرت و مهارت‌های فوق‌العاده کمی بود. کلاریس به عنوان رهبر یک تیم دونفره به همراه میاتا، برای مجازات گالاتئا به شهر رابونا فرستاده شد. آن‌ها به گالاتئا حمله کردند و در شهر درگیر جنگی سه جانبه با یکی از هیولاهای بیدارشده به نام آگاتا شدند، اما پس از شکست در این نبرد توسط اعضا گروه ۷ گوست نجات پیدا کردند. پس از این ماجرا کلاریس و میاتا تصمیم به ترک سازمان گرفتند و در ریبونا تحت سرپرستی گالاتئا باقی ماندند.
سینتیا (به ژاپنی: シンシア Shinshia) کلیمور شماره ۱۴ در یکصد و سی‌ودومین نسل سازمان بود. او کلیموری از نوع دفاعی و یکی از بازماندگان و اعضای تیم ورونیکا در عملیات شمال بود. سینتیا با وجود تمام دردسرهایی که او و گروهش کشیده بودند، شخصیتی شاد و امیدوار داشت و اغلب در حال لبخند زدن و نشان دادن چهره بشاشش است. پس از گذشت هفت سال، سینتیا به وسیلهٔ مدیریت کردن یوکی کلیمورهای دیگر، روشی برای بازسازی و احیاء اعضای از دست رفته را ابداع کرده بود.
گالاتئا (به ژاپنی: ガラテア Garatea) کلیمور شماره ۳ در نسل کلر بود. گالاتئا یک کلیمور دفاعی بود و استعداد فوق‌العاده‌ای در درک و دریافت یوکی داشت و از این جهت نقش چشم را برای سازمان ایفا می‌کرد، که به او لقب چشم خدا (به ژاپنی: 神眼のガラテア, Shingan no Garatea) داده بودند. در کنار مهارت‌های جاسوسی، می‌توان به حس رگه‌های یوکی، خواندن افکار و احساسات کلیمورهای دیگر از فواصل بسیار دور او اشاره کرد. همچنین او قادر به کنترل حرکات حریف خود و تغییر خط مسیر ضربه آن‌ها به وسیلهٔ یکی کردن یوکی خود با حریف را داشت، اما این قابلیت فقط هنگام غافلگیری دشمن قابل اجرا بود. گالاتئا بعد از مأموریت شمال کلیمورها سازمان را ترک کرده و به شهر رابونا که ورود کلیمورها به آنجا ممنوع بود، پناه برد. برای اقامت در این شهر چشمان خود را کور کرده تا دیگر رنگ نقره‌ای آن‌ها نمایان نباشند و به راهبه‌ای با نام ساختگی «خواهر لاتئا» تبدیل شده و در میان یتیمان بسیار شهرت یافت. پس از گذشت زمان در رابونا، گالاتئا یوکی بسیار زیادی از یک هیولای بیدارشده (آگاتا) را تشخیص داد. او با آزاد کردن انرژی یوکی خود، امیدوار بود کلیمورها را به شهر بکشاند تا با همکاری یکدیگر هیولا را شکست دهند.
جین (به ژاپنی: ジーン Jīn) کلیمور شماره ۹ در نسل کلر و جنگجویی از نوع حمله‌ای بود. تکنیک شمشیر دریل او، برپایه جمع کردن نیرو توسط پیچش دست و رها کردن یکباره آن یکی از مخربترین و قوی‌ترین ضربه‌ها در نسل خود بوده‌است. جین شخصیتی جدی و محترم داشت. او به همراه گروهش کاتیا و راکول، توسط داف و ریفول دستگیر شدند. کاتیا و راکول به سبب شکنجه‌ها کشته شدند و خود جین نیز پس از بیدارشدن تبدیل به موجودی شبیه پروانه گشت. جین توسط کلر نجات پیدا کرده و به حالت اولیه خود بازگشت و پس از این واقعه همیشه خود را مدیون کلر می‌دانست. پس از نبرد کلر و ریگالدو و در نتیجهٔ بیدارشدن کلر، او از هلن درخواست کرد به زندگیش خاتمه دهد، اما جین که در حال مرگ بود از آخرین توان خود برای بازگرداندن کلر به حالت نرمال استفاده کرد. در نسخه انیمه این اتفاق پس از نبر کلر با پریشیلا رخ می‌دهد.
میاتا (به ژاپنی: ミアータ Miāta) کلیمور شماره ۴ در آخرین نسل از کلیمورها بود. استعداد او حواس بسیار تیز و قدرت هیولاوار او بود، و اگر به خاطر عدم تعادل روحی و روانی او نبود، می‌توانست در رتبه‌ای بالاتر و حتی رتبه ۱ نیز قرار بگیرد. او دختری است جوان با موهای بسیار بلند که بیشتر صورتش را می‌پوشاند. در هنگام نبرد بسیار متمرکز می‌شد و به افراد ناشناس محل نمی‌داد. او ذهنی ناپایدار و تعادل روحی نداشت، به‌طور مثال در اولین برخوردش با کلاریس بر روی او شمشیر کشید، اگرچه بعد از این ماجرا بسیار به او وابسته شد و رابطه‌ای همانند مادر و دختری با یکدیگر پیدا کردند. او رفتاری کودکانه داشت به‌طوری‌که همانند یک کودک به صورت تقلیدی از سینه‌های کلاریس تغذیه می‌کرد، از حمام رفتن بیزار بود و بسیار بدغذا بود.
رافائلا (به ژاپنی: ラファエラ Rafaera) کلیمور شماره ۲ در نسل لوسیئلا و شماره ۵ در نسل کلر بود. او و خواهرش به عنوان اولین تلاش سازمان برای آزمایش اشتراک‌گذاری ذهن و کنترل بیدارشدگی بودند. اما لوسیئلا در حین آزمایش به‌طور کامل بیدارشده و نزدیک بود تمام سازمان را از بین ببرد، در نتیجه رافائلا از سازمان خارج و تبعید گشت. سال‌ها بعد از دست رفتن کلیمورهای رتبه ۱ تا ۵، روبل او را متقاعد کرد تا این‌بار با شماره ۵ به خدمت سازمان درآید. پس از شکست لوسیئلا در مقابل ایسلی، رافائلا او را پیدا کرده و بعد از کشتنش، بدن خود را با خواهرش ترکیب می‌کند. بدن‌های به هم پیوسته آن‌ها توسط ابیس غرب ریفول پیدا شده و به قصرش در لائوترک انتقال پیدا می‌کند.
رافتلا (به ژاپنی: ラフテラ Rafutera) کلیمور شماره ۱۰ در آخرین نسل از کلیمورها بود. به گفته روبل، او نقش تک خال نهایی را برای سازمان ایفا می‌کند. رافتلا رفتاری بسیار طبیعی داشت و در عین حال به نظر می‌رسد احساسات دیگر کلیمورها را به خوبی درک می‌کند. او جزوه چند کلیموری بود که دارای قابلیت‌های منحصر به فردی هستند. رافتلا کلیموری بود که توسط سازمان برای مقابله با کلیمورهای دیگر آموزش دیده بود. در حالی که یوکی خود را با تمرکز از بدن خارج می‌کرد باعث تاری دید حریف شده و وارد ذهن آشفته او می‌شد. سپس با تقویت نیرو یوکی، حریف خود را به حالت جنون برده و از افکار عمیق به خواب رفته وارد قلب طرف مقابل می‌گردید. به موجب این کار قربانی کنترل خود را از دست داده و دچار توهم شده و مدام هذیان می‌گوید.
تَبیثا (به ژاپنی: タバサ Tabasa) کلیمور شماره ۳۱ در یکصدوچهل‌ویکمین نسل سازمان بود. او کلیموری از نوع دفاعی و فردی ساکت و جدی است که بعد از عملیات نبرد با بیدارشدگان شمال به تیم میریا پیوست و بسیار به او وابسته و وفادار شد. تبیثا همانند گالاتئا استعداد فوق‌العاده‌ای در درک و دریافت یوکی داشت و از این رو او نیز به صورت غیررسمی نقش چشم را برای هفت بازمانده تیم شمال بازی می‌کرد. تبیثا در جنگ با پریشیلا کشته می‌شود.
اوندینه (به ژاپنی: ウンディーネ Undīne) کلیمور شماره ۱۱ در نسل کلر بود. او تکنیک جنگیدن با دو شمشیر را ابداع کرده بود که شمشیر دوم برای دوست نزدیکش بود که پس از مرگش از آن با دقت فراوان نگهداری می‌کرد و بدین جهت به او لقب اوندینه شمشیر دوقلو (به ژاپنی: 双剣のウンディーネ, "Sōken no Undīne) را داده بودند. او شخصیتی عجول، بی‌پروا و خشن داشت مخصوصاً نسبت به کلیمورهای ضعیف. او رهبر یکی از تیم‌های عملیات نبرد با بیدارشدگان شمال بود. پس از دومین حمله هیولاها، اوندینه توسط ریگاردو کشته می‌شود و دنوو به یادش، شمشیر او را برای خود برداشت.
اوفیلیا (به ژاپنی: オフィーリア Ofīria) کلیمور شماره ۴ در نسل کلر بود. او بسیار خطرناک و خشن بود و از جنگیدن بدون در نظر گرفتن حریف لذت می‌برد. با وجود اینکه بدترین جرم برای کلیمورها کشتن انسان‌ها بود، او برای خوش‌گذرانی انسان‌ها را می‌کشت. پس از ملاقات با کلر و راکی، تصمیم گرفت با آن‌ها بازی را شروع کند و با قطع کردن هر دو پای کلر، شروع به مبارزه کردن با راکی کرد و به‌طور تدریجی با گذشت زمان قدرت و سرعت خود را بالاتر می‌برد. اوفیلیا در مبارزه تن به تن با کلر، دست راست او را قطع و به‌طور کلی از بین برد.

## سازمان
در داستان مجموعه کلیمور، به یک سازمان بی‌نام و نشان که مسئول خلق جنگجویانی به نام کلیمور، به منظور محافظت از انسان‌ها در برابر یوماها در ازای دستمزد هنگفتی گفته می‌شد، که مقر اصلی آن در شهر استاف، واقع در منطقهٔ شرقی سوتافو بود.
دایی (به ژاپنی: ダーエ Dāe) دانشمند ارشد سازمان که مسئول پژوهش، احیاء و بازیابی انواع مختلف اجساد یوما و بیدارشدگان بود. سمت چپ صورت او از بین رفته بود به‌طوری‌که گردی چشم و لثه‌های او نمایان بودند. او به وسیلهٔ دست قطع شده پریشیلا توانست از هیستریا، کاساندرا و روکسان سه هیولای ابیس جدید خلق کند.
ارمیتا (به ژاپنی: エルミタ Erumita) مشاور میریا و گالاتئا بود.
اورسِی (به ژاپنی: オルセ Oruse) مشاور و رسیدگی‌کننده به مأموریت‌های ترسا بود.
رادو (به ژاپنی: ラド Rado) مشاور کلاریس بود و به او دستور داد تا مراقبت از میاتا را برعهده بگیرد.
ریموتو (به ژاپنی: リムト Rimuto) بالاترین رتبه و در راس مدیریت اجرایی سازمان قرار داشت. او شخصیتی شیطانی داشت و به هیچ‌کس اهمیت نمی‌داد. ریموتو در برنامه‌ریزی، دستور دادن به دیگران و استفاده از افراد به عنوان یک ابزار خبره بود. او فقط به هدف نهایی و نتیجه فکر می‌کرد و به فرایندهای رسیدن به اهداف اهمیت نمی‌داد. بعد از فروپاشی سازمان، میریا سر او را از بدنش جدا ساخت.
روبل (به ژاپنی: ルヴル Ruvuru) مشاور و مسئول کنترل کلر بود. بعدها، سینتیا حدس زد او نیز یکی از دشمنان سازمان است و برای نابود کردن سازمان از داخل تلاش می‌کند.